# Gesprek onder vier ogen
Een gesprek onder vier ogen is een gesprek dat tussen twee personen plaatsvindt, dus zonder de aanwezigheid van een derde.
Het is de aanduiding voor een gesprek, waarvan beide sprekers vinden dat het in eerste instantie alleen hun beiden aangaat. Het gesprek heeft vaak een vertrouwelijk en serieus karakter. Een voorbeeld hiervan is gesprek tussen een chef en zijn ondergeschikte, een slechtnieuwsgesprek, een functioneringsgesprek  of een gesprek waarbij iets in vertrouwen wordt meegedeeld.
In het moderne kantoorjargon wordt zo'n gesprek vaak een bila, bilaatje of bilateraaltje genoemd.